# 証明 (シギの曲)
「証明」（しょうめい）は、2008年7月2日に発売され、エピックレコードジャパンよりメジャー・デビューした、シギの1枚目のシングル。

## 収録曲
全曲 作詞・作曲：シギ　編曲：上田健司
1. 証明（5:02）[1]
  - 東映映画『カメレオン』主題歌
2. 愛の輪郭（4:11）